# Robin Jansson
Per Tony Robin Jansson (Trollhättan, 15 novembre 1991) è un calciatore svedese, difensore dell'Orlando City.

## Carriera
A livello giovanile è cresciuto calcisticamente in alcune squadre minori della Svezia occidentale. Solo nell'estate del 2008, dopo aver debuttato con la prima squadra del Bengtsfors IF nella settima serie nazionale, Jansson si è trasferito a Göteborg per entrare a fare parte del vivaio di un club di categoria superiore come l'Häcken. Il 19 maggio 2010 ha giocato la sua prima e unica partita ufficiale con la prima squadra, scendendo in campo nel secondo tempo della partita di Coppa di Svezia vinta agevolmente in trasferta contro l'Östersund.
Nell'agosto 2011, a pochi mesi dal termine del contratto con la squadra giallonera, è stato girato in prestito in Division 1 al Trollhättan allenato dal suo vecchio tecnico Jesper Ljung, ma nella restante metà campionato è riuscito a collezionare solo una presenza, con la complicità di un paio di infortuni.
A seguito di quest'esperienza, Jansson ha scelto di tornare a casa a Bengtsfors e di mettere parzialmente da parte le ambizioni calcistiche, iniziando a lavorare in una fabbrica di chiodi di ferri di cavallo e passando dall'attività di calciatore a tempo pieno ai due allenamenti a settimana della locale squadra. Qui ha trascorso quattro stagioni in cui ha ritrovato la motivazione, come da lui stesso dichiarato pubblicamente, nonostante il campionato fosse quello di settima o di sesta serie, a seconda dell'annata.
All'età di 24 anni è passato all'Oddevold nel campionato di Division 1 con un contratto annuale, mantenendo comunque il suo lavoro in fabbrica. Con la nuova maglia ha debuttato il 17 aprile 2016 contro il Tvååkers IF (3-3), partita che lo ha visto anche andare a segno. Al termine di quella stagione, conclusa con 23 presenze in campionato e due reti all'attivo, il giocatore ha firmato un rinnovo biennale. Anche durante il campionato di Division 1 2017 ha raccolto 23 presenze.
Il 24 febbraio 2018 l'Oddevold ha ospitato in pre-stagione i vice campioni di Svezia dell'AIK, in una partita valida per la fase a gironi della Coppa di Svezia. Poco più di un mese dopo, il 3 aprile, l'AIK stesso ha comunicato di aver acquistato Jansson a titolo definitivo: la squadra era in emergenza difensiva a causa dell'indisponibilità di Nils-Eric Johansson (ritiratosi per un'anomalia cardiaca), di Jesper Nyholm (a cui era occorso un gravissimo infortunio) e di Joel Ekstrand che versava in precarie condizioni fisiche. Alla quinta giornata si è anche aggiunto l'infortunio a lungo termine del terzino Robert Lundström. In questo quadro, Jansson ha trovato spazio nell'undici titolare già nel giro di due settimane, mantenendo il proprio posto al centro della difesa anche nel resto della stagione. Un suo colpo di testa all'ultima giornata di campionato ha deciso la trasferta di Kalmar e ha assicurato all'AIK la conquista del titolo nazionale che mancava dal 2009.
Durante il precampionato della stagione 2019, più precisamente il 12 marzo, l'AIK ha ufficializzato la cessione di Jansson agli statunitensi dell'Orlando City, franchigia della Major League Soccer.

## Palmarès

### Club

#### Competizioni nazionali
- Campionato svedese: 1

AIK: 2018
- Lamar Hunt U.S. Open Cup: 1

Orlando City: 2022